# Hellboy: Blood and Iron
Hellboy: Blood and Iron (no Brasil Hellboy: Blood & Iron e em Portugal: Hellboy: A Sombra do Mal), é o segundo filme da Hellboy séries animadas (o primeiro sendo: Hellboy: Sword of Storms), escrito por Tad Stones e Mike Mignola. Estreou em 17 de março de 2007 no Cartoon Network estadunidense, e surgiu novamente em 19 de julho de 2008, para promover o lançamento de Hellboy II: The Golden Army,e foi lançado em DVD pela Anchor Bay Entertainment em 10 de março de 2007. No Brasil, o filme animado teve sua exibição do bloco orientado para adultos Adult Swim em 28 de janeiro de 2010. O enredo do filme é baseado em parte na Hellboy: Wake the Devil, uma banda desenhada.

## Sinopse
Em uma série de flashbacks tocados em ordem cronológica inversa, é relatado que em 1939, o jovem Professor Bruttenholm investigou uma série de assassinatos na Europa Ocidental. Erzsebet Ondrushko, uma vampira que se banha de sangue dos inocentes para se manter jovem, e que vendeu sua alma para a rainha das bruxas, a deusa Hécate, que era responsável, e tinha acabado de sequestrar a noiva de um dos citadinos. Quando o partido busca confrontar Erzsebet em seu castelo, todos os seus membros foram horrivelmente mortos, e Bruttenholm foi deixado sozinho para enfrentar Erzsebet. Ele enganou-a para a luz solar, destruindo efetivamente ela.
Nos dias atuais, Bruttenholm, tendo deixado o cargo de diretor do BPRD, pois tem um interesse incomum num suposto lugar assombrado em Hamptons, em Long Island. O magnata do hotel, Oliver Trombolt (um amigo íntimo dos controladores da BPRD do orçamento no Senado), pediu uma investigação de uma casa que esta reformando para ser usada como um hotel resort. É por mais evidente que Trombolt esta apenas interessado em um golpe publicitário, mas Bruttenholm sente que algo verdadeiramente sobrenatural pode estar ocorrendo lá. Ele decide investigar a si mesmo, tomando os agentes top da BPRD, Hellboy, Liz Sherman, Abe Sapien, juntamente com o agente júnior chamado Sydney Leach.
Para o horror de Bruttenholm, verifica-se que os fantasmas são vítimas de Erzsebet, e um lote está ocorrendo para ressuscitar a vampira do túmulo. A tripulação tem que lidar com tudo, de uma matilha de cães de caça fantasmas ferozes e um lobisomem criado a partir de um dos velhos amigos de Bruttenholm para um casal de harpias, servos de Erzsebet e seguidores de Hécate, enquanto Hellboy investiga e deve lutar por uma forma mortal de Hécate. Embora ela tenta persuadi-lo para o lado negro, ele recusa-se descaradamente. Bruttenholm revela-se mais uma vez um oponente de Erzsebet, enganando ela, apesar de sua idade mais velha e sua lentidão ele consegue destruí-la mais uma vez. Hellboy consegue subjugar Hécate, expondo-a a luz do sol, mas ele está gravemente ferido no processo, e o homem que se tornou lobisomem finalmente encontra a paz na morte e com o próprio Deus com quem tinha dúvidas sérias durante 70 anos.
Também esta incluído o curta-metragem Iron Shoes, que é baseado na história de Hellboy com o mesmo nome. O demônio Iron Shoes é dublado por Dan Castellaneta.
O título é uma referência à famosa citação de Otto Von Bismarck de "sangue e ferro".

## Elenco
- Ron Perlman como Hellboy
- Selma Blair como Liz Sherman
- Doug Jones como Abe Sapien
- Peri Gilpin como Professor Kate Corrigan
- John Hurt como Professor Trevor Bruttenholm
- Jim Cummings como Tom Manning
- Rob Paulsen como Sydney Leach
- J. Grant Albrecht como Oliver Trumbolt
- Cree Summer como Hécate
- James Arnold Taylor como Young Trevor
- Grey DeLisle como Anna
- Kath Soucie como Erzsebet Ondrushko
- Dee Dee Rescher como Harpy-Hags